# 佩斯切尼乌斯·奈哲尔
盖乌斯·佩斯切尼乌斯·奈哲尔（约135年或140年—194年），通称奈哲尔，或称尼格尔。193-194年自称罗马皇帝。佩蒂纳克斯的被杀和尤利安努斯从禁卫军手里买得帝位所造成的混乱，使他有机会挑战帝国的宝座，但他被竞争对手塞维鲁击败，在试图逃离安条克时被杀，全族被灭。

## 早期生涯

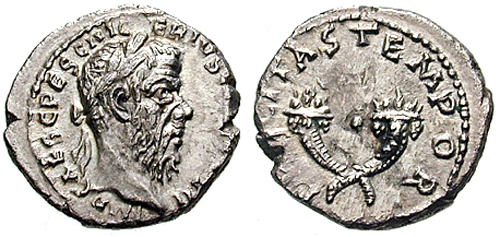
有奈哲尔头像的银币，印有铭文（IMPERATOR CAESAR GAIVS PESCENNIVS NIGER IVSTVS AVGVSTVS CONSVL II）

奈哲尔出身于一个古老的意大利骑士阶级家庭，在135年左右，他成为他的家庭中第一个达到元老阶层的人。  对于他的早期职务，人们知之甚少。他可能在埃及担任过行政职务，并且有可能在康茂德统治初期，在达契亚参加过军事战役。  在2世纪80年代后期，奈哲尔当选执政官 ，之后康茂德于191年任命他为叙利亚行省总督 。 
193年，当他仍在叙利亚任职时，消息传来，佩蒂纳克斯皇帝被禁卫军所杀 ，尤利安努斯又从禁卫军手中买到了帝位 。  奈哲尔在罗马是一个备受推崇的公众人物 ，不久，罗马就爆发了反对尤利安努斯的示威，民众呼吁奈哲尔来罗马，为自己争取帝国皇位。  据说尤利安努斯向东方派遣了一个百夫长，试图在安条克刺杀奈哲尔。 
罗马的动乱使奈哲尔在193年4月底被东部的军团拥戴为皇帝。  登位后，他获得了称号"Justus"，意为公正者。  尽管后来塞维鲁登基后，宣称奈哲尔是第一个对尤利安努斯发动叛乱的人，但塞维鲁在4月9日就宣布称帝了。  奈哲尔派使节前往罗马宣布他的称帝，但使者途中被塞维鲁拦截。  正当奈哲尔开始着手确保帝国东部省份对他的支持时，塞维鲁向罗马进军，并于193年6月上旬进入罗马，尤利安努斯被禁卫军所杀。 

## 塞维鲁和奈哲尔的对抗
塞维鲁抓紧时间巩固自己对罗马的控制，并命令他的亲信盖乌斯·弗拉维乌斯·普劳蒂安努斯扣押奈哲尔的孩子，把他们当作人质。  与此同时，奈哲尔正努力确保亚洲各行省的总督对他的支持——其中包括尊贵的亚细亚资深执政官阿塞琉斯·埃米利安努斯(Asellius Aemilianus)，他以奈哲尔的名义占领拜占庭城  。奈哲尔还试图直接控制埃及，而塞维鲁则尽最大努力来保障谷物的供应（埃及是重要的粮食产地），命令忠于他的部队在埃及的西部边境保持警惕，并阻止驻扎在埃及的第二图拉真军团向奈哲尔提供军事援助。 
尽管奈哲尔控制的地区十分富裕，但他的军事资源不及塞维鲁。塞维鲁可以支配十六个驻扎在多瑙河的军团，而奈哲尔只有六个：三个在叙利亚 ，两个驻在佩特拉阿拉伯 ，一个在马拉蒂亚 。 鉴于形势，奈哲尔决定采取积极的行动，他派出一支部队进入色雷斯 ，在马尔马拉·埃雷利西击败卢修斯·法比乌斯·基洛率领的塞维鲁一部分军队。 
塞维鲁随后开始从罗马向东方进军，以他的将军提比略·克劳迪乌斯·坎迪杜斯为先锋。  奈哲尔以拜占庭城为指挥中心，赋予阿塞琉斯·埃米利安努斯保卫马尔马拉海南岸的任务。塞维鲁逼近时，他向奈哲尔提供投降然后流亡的机会，但奈哲尔拒绝，因为他相信他可能能战胜塞维鲁。  193年秋天，坎迪杜斯在屈兹库斯战役中击败埃米利安努斯率领的奈哲尔部队，埃米利安努斯被俘而死。  拜占庭城被围困，奈哲尔放弃城市，撤退回尼西亚。  拜占庭城仍然忠于奈哲尔；直到195年底，塞维鲁才最终占领之。不过，塞维鲁也意识到拜占庭城的战略价值，之后重建城市。 
193年12月下旬，两军在尼西亚城外再次交战，奈哲尔再次战败，决定战争的结局。 尽管如此，奈哲尔还是能将其大部分部队撤至托罗斯山脉，在他本人返回安条克后，部队仍然能坚守道路几个月。 但奈哲尔面临的更大问题是他在亚洲支持度正在下降。以前忠于他的一些城市决定改换阵营，特别是拉塔基亚和提尔。 到194年2月13日，埃及和佩特拉阿拉伯宣布效忠向塞维鲁效忠，进一步断绝奈哲尔的希望。 
塞维鲁用另一位将军普布利乌斯·科尔内琉斯·阿努利努斯代替坎迪杜斯。194年5月，阿努里乌斯与奈哲尔在伊苏斯决战，经过漫长艰苦的战斗，奈哲尔被决定性击败。 奈哲尔回到安条克，试图逃往帕提亚帝国，途中被捕。  奈哲尔被斩首，他的首级被带到拜占庭城，但这座城市仍然拒绝投降。 塞维鲁猛攻并彻底摧毁拜占庭城。 奈哲尔的头颅被送往罗马枭首示众。
塞维鲁在东方取得胜利后，诛杀奈哲尔的全家，并没收他的财产。 奈哲尔的支持者们也无一幸免。 

## 名字的含义
奈哲尔(Niger)这个名字的意思是“黑色”，这与和他同是帝位争夺者之一的克洛狄·阿尔比努斯形成了鲜明的对比，他的名字(Albinus)，意为“白色”。  根据《罗马帝王纪》的说法，他被称做“奈哲尔”（黑色）是由于他的黑脖子与他的身体其他部位形成了鲜明的对比。 

## 在流行文化中
在电影《罗马帝国沦亡录》中，奈哲尔由道格拉斯·威尔默饰演，他被描绘成康茂德的一个诡计多端的心腹。在电影的结尾，奈哲尔和尤利安努斯（由埃里克·波特饰演）在罗马帝位的拍卖中相互竞争。 

## 资料来源

### 主要资料
- Cassius Dio, Roman History, Books 74 & 75
- Herodian, Roman History, Books 2 & 3
- Historia Augusta, Life of Pescennius Niger

### 次要资料
- Southern, Pat. The Roman Empire from Severus to Constantine, Routledge, 2001
- Potter, David Stone, The Roman Empire at Bay, AD 180-395, Routledge, 2004
- Bowman, Alan K., The Cambridge Ancient History: The Crisis of Empire, A.D. 193-337, Cambridge University Press, 2005
- http://www.roman-emperors.org/pniger.htm Meckler, Michael L, "Pescennius Niger (193-194 A.D.)", De Imperatoribus Romanis (1998)